# Gare de Grenelle-marchandises
Pour les articles homonymes, voir Marchandise (homonymie).
La gare de Grenelle-marchandises était une ancienne gare française aux marchandises, clef de la ligne de petite ceinture de Paris.

## Situation ferroviaire
Elle se situait entre le bord de la Seine et les anciennes fortifications, devenues périphérique et boulevards des Maréchaux. Seule subsiste la gare du Pont du Garigliano, maintenant desservie par la ligne C du RER, partiellement en souterrain sous la dalle de France Télévisions et qui dessert, en surface, la station « Pont du Garigliano (Hôpital européen Georges-Pompidou) », terminus ouest de la ligne 3a du tramway d'Île-de-France dit tramway des Maréchaux.
Elle était reliée :
- à l'atelier du métro de Vaugirard par un viaduc et une voie encore en place en 2025 ;
- aux usines Citroën, détruites et remplacées par le parc André-Citroën, l'hôpital européen Georges-Pompidou, le siège de Natexis Banques Populaires et le siège de France télévisions ;
- aux usines Renault, via la ligne des Moulineaux ;
- au RER C (anciennement vers la gare du Champ de Mars et celle des Invalides dans un sens et vers Versailles - Trappes dans l'autre sens).

## Histoire
Elle est brièvement utilisée après démolition pour les essais du véhicule expérimental « ARAMIS », sorte de micrométro sur pneumatiques assimilable à un taxi permettant de circuler sur des lignes multibranches de façon automatique en embarquant une vingtaine de passagers.